# 5314 Wilkickia
5314 Wilkickia este un asteroid din centura principală de asteroizi.

## Descriere
5314 Wilkickia este un asteroid din centura principală de asteroizi. A fost descoperit pe 20 septembrie 1982 la Observatorul de Astrofizică din Crimeea de Nikolai Cernîh. El prezintă o orbită caracterizată de o semiaxă mare de 3,00 ua, o excentricitate de 0,08 și o înclinație de 9,6° în raport cu ecliptica.